# ريبيكا بروسارد
ريبيكا بروسارد (بالإنجليزية: Rebecca Broussard)‏ هي ممثلة أمريكية، ولدت في 3 يناير 1963 في الولايات المتحدة.

## أعمال

### أفلام
- (1988) موت قاسي[5][6][7]

## وصلات خارجية
- ريبيكا بروسارد على موقع IMDb (الإنجليزية)
- ريبيكا بروسارد على موقع ميوزك برينز (الإنجليزية)
- ريبيكا بروسارد على موقع أول موفي (الإنجليزية)
- ريبيكا بروسارد على موقع قاعدة بيانات الفيلم (الإنجليزية)